# DELTA Fiber
DELTA Fiber is een Nederlandse telecomaanbieder voor consumenten en ondernemers. DELTA Fiber legt glasvezel aan voor snel internet, exploiteert het netwerk en levert via dit netwerk ook diensten aan, zoals interactieve televisie, telefonie en mobiele diensten. Het is een open netwerk, dat wil zeggen dat het open staat voor gebruik door andere aanbieders. Het bedrijf is na KPN Netwerk de grootste exploitant van glasvezelnetwerken in Nederland. Een andere concurrent is Open Dutch Fiber.
Het bedrijf is actief onder de merknamen DELTA, DELTA Netwerk, DELTA Zakelijk (voorheen CBizz), DELTA Fiber Netwerk (voorheen Glasvezel buitenaf), ZeelandNet en Caiway. Het bedrijf is eigendom van het Zweedse investeringsfonds EQT en het Amerikaanse investeringsfonds Stonepeak.

## Geschiedenis
De basis van het bedrijf is gelegd per 1 maart 2017. DELTA Retail werd een zelfstandig bedrijf, en was niet langer onderdeel van DELTA NV (thans PZEM), omdat dit bedrijfsonderdeel was verkocht aan EQT Partners uit Zweden. Per 1 augustus 2018 werd de nieuwe juridische naam DELTA Fiber Nederland BV.
Begin 2018 heeft EQT Partners ook het telecombedrijf CIF (incl. Caiway) overgenomen. Na de overname werd de CEO van DELTA, Marco Visser, ook de CEO van CIF/Caiway. Per 1 augustus 2018 kwam CIF/Caiway ook onder DELTA Fiber Nederland te hangen.
Op 19 januari 2019 werd bekend dat DELTA energie, het bedrijfsonderdeel dat energie verkoopt, verkocht wordt aan Vattenfall. Op 17 februari 2019 gaf de ACM toestemming voor de overname. Per 1 maart 2019 vallen de energieactiviteiten niet meer onder DELTA Fiber Nederland. Vattenfall blijft energie aanbieden onder de merknaam DELTA.
Per 20 februari 2019 werd het bedrijf CBizz overgenomen. CBizz heeft glasvezelnetten aangelegd of overgenomen op circa 100 bedrijventerreinen, maar is als zakelijke provider ook actief op andere glasvezelnetten zoals die van REKAM glasvezel. Per 2 oktober 2019 gaat CBizz verder onder de naam DELTA Zakelijk.
In maart 2019 werd bekend dat DELTA Fiber Nederland, een glasvezelnet gaat aanleggen in de Goudse wijken Plaswijck, Bloemendaal en Goverwelle. Daarmee wordt duidelijk dat het bedrijf ook buiten Zeeland gebruik gaat maken van de merknaam DELTA, voor de verdere uitrol van glasvezelnetwerken over Nederland. In januari 2020 wordt bekend dat DELTA Fiber Nederland een glasvezelnet gaat aanleggen in Hoek van Holland.
Op 31 juli 2020 werd het voornemen bekendgemaakt om met Proximus een joint venture op te richten, die glasvezel gaat aanleggen naar ten minste 1,5 miljoen Vlaamse adressen. Sinds deze aankondiging, treedt het bedrijf naar buiten als DELTA Fiber in plaats van DELTA Fiber Nederland. Op 27 november 2020 werd de definitieve partnerovereenkomst gesloten. De bedrijven investeren gezamenlijk 2,5 miljoen euro in het bedrijf, dat gaat werken onder naam Fiberklaar.   
Op 18 december 2020 werd de overname bekend van het resterende 50% belang in Cogas Kabel Infra, voorheen een 50/50 joint venture van DELTA Fiber en Cogas. Het bedrijf bedient 110.000 adressen en was van oudsher de eigenaar van het COAX netwerk in Twente. In de periode 2012-2018 zijn de adressen in dit gebied allemaal ook voorzien van glasvezel.
Op 22 december 2020 werd bekend dat DELTA Fiber het resterende belang in de DFMopGlas B.V. overneemt van De Fryske Mienskip op Glas. Dit bedrijf wil glasvezel aanleggen in het buitengebied en kleine kernen van De Fryske Marren, Súdwest-Fryslân, Ooststellingwerf en De Waadhoeke. In De Fryske Marren gaat het om 10.000 adressen en 15 Pops. In januari 2021 wordt de vraagbundeling in Súdwest-Fryslân en Ooststellingwerf opgepakt.
Op 1 februari 2021 werd de overname van REKAM bekendgemaakt. De geschiedenis van beide bedrijven gaat terug naar oktober 2001 toen Kabelfoon startte als de aanbieder van kabelinternet op het netwerk van REKAM. Met de overname neemt de footprint van DELTA Fiber toe met de kernen in het gebied Midden Holland, waaronder Gouda. Het gaat om 50.000 adressen.

## Activiteiten

### Telecommunicatienetwerken
DELTA Fiber richt zich hoofdzakelijk op de realisatie en exploitatie van glasvezelnetwerken en HFC-netwerken. Anno januari 2021 heeft het bedrijf ca. 700.000 aansluitingen en heeft het tot doel om eind 2021 1 miljoen aansluitingen te hebben. Het zijn open netwerken waarop onafhankelijke dienstenaanbieders hun diensten kunnen aanbieden. De belangrijkste aanbieders op het netwerk zijn DELTA en Caiway, naast enkele kleinere onafhankelijke dienstenaanbieders. Grote onafhankelijke partijen zoals T-Mobile Nederland, Tele2, Tweak, Youfone of Budget zijn niet beschikbaar via DELTA Fiber, maar wel via bijvoorbeeld KPN.
DELTA Fiber Netwerk is ontstaan uit o.a. het samenvoegen van Glasvezel Buitenaf, CIF en DELTA's HFC netwerk in Zeeland.
COGAS Kabel Infra, DFMopGlas en REKAM DELTA Fiber (ontstaan uit de overname van REKAM per 1 februari 2021) zijn netwerkbedrijven die recente volledig in bezit zijn gekomen van DELTA Fiber.
Deelnemingen:
- RENDO Fiber (50/50 joint venture met RENDO): Tot april 2021 genaamd RENDO Buitenaf, RE-NET Hoogeveen en Glasvezel De Wolden

Zusterbedrijven:
- Fiberklaar (joint venture met Proximus en EQT)

### Telecommunicatiediensten
Het aanbieden van Internettoegang, TV, vaste telefonie en mobiele telefonie aan consumenten, onder de merknamen DELTA en Caiway. 
En zakelijke ICT diensten, zoals internettoegang, hosting, VOIP via DELTA Zakelijk.
Deelnemingen:
- NG-BLU Networks (meerderheidsbelang): Wholesale aanbieder voor professionele ICT dienstverleners